# Benedetto Nicotra
Benedetto Nicotra (Catania, 6 novembre 1953) è un politico italiano.

## Biografia
Alle elezioni politiche del 2001 è eletto deputato con la lista Abolizione scorporo collegata a Forza Italia. Dal 2001 al 2006  è stato membro della IX Commissione trasporti, poste e telecomunicazioni.